# Parafia wojskowa Miłosierdzia Bożego w Grupie-Osiedlu
Parafia wojskowa pw. Miłosierdzia Bożego w Grupie-Osiedlu znajduje się w Dekanacie Inspektoratu Wsparcia Sił Zbrojnych Ordynariatu Polowego Wojska Polskiego (do roku 2012 parafia należała do Pomorskiego Dekanatu Wojskowego).
Obsługiwana przez księży diecezjalnych. Erygowana 1 października 2006. 
Kościół jest przy Dworcowej 6, a kancelaria parafialna mieści się przy ulicy Świeckiej 4.